# Palalda
Palalda  est une ancienne commune du département français des Pyrénées-Orientales. Elle fait aujourd'hui partie de la commune d'Amélie-les-Bains-Palalda.

## Géographie
Palalda est située sur les hauteurs de la rive gauche du Tech. La commune avait une superficie de 5,81 km2.

## Toponymie
En catalan, le nom de la commune est Palaldà ou Palaudà.
Palalda est citée dès 814 sous le nom de villam Paladdanum. Les mentions suivantes donnent de Palatiodano (874), in Palatioatan (881) puis in Palaldano et Palatio Dan (1091). Une famille de Palauda est mentionnée au XIIIe siècle.

## Histoire

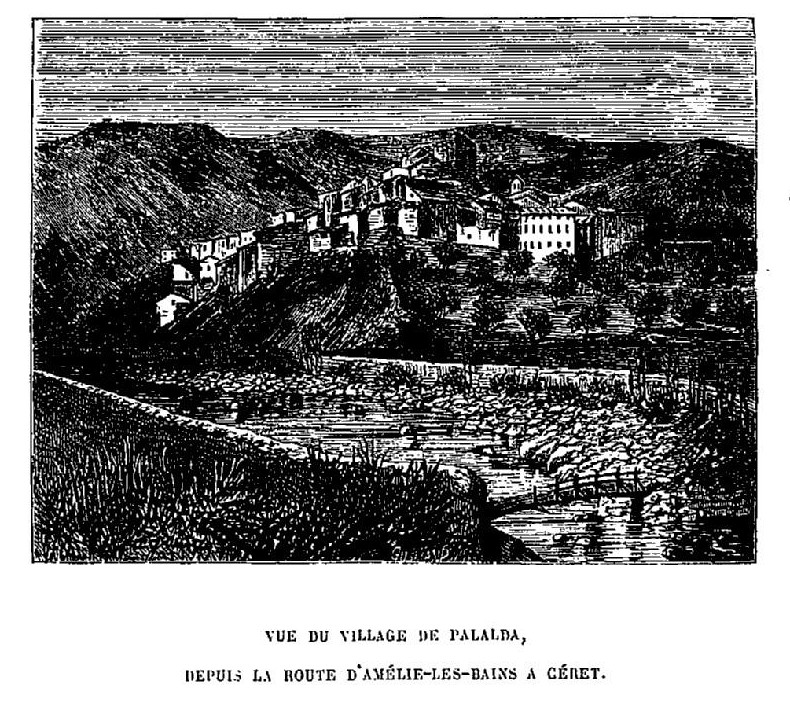
Vue du village de Palalda, depuis la route d'Amélie-les-Bains à Céret (1862)

Le nom du lieu de Palalda est mentionné pour la première fois en 814, comme étant une des limites du territoire de Céret, situé à l'ouest. Le territoire est ensuite connu par les nombreux dons ou privilèges attribués à différents bénéficiaires. Le 18 janvier 874, c'est un certain Dido et son épouse Raso qui font don d'une vigne à Palalda à l'abbaye d'Arles. Puis, le 30 août 881, l'abbé d'Arles, Suniefred, reçoit dans un précepte du roi Carloman le bénéfice pour son monastère du droit de pêche depuis le riu Ferrer jusqu'à Palalda. Cette même abbaye y accumule un ensemble de propriétés qu'elle fait reconnaître en 1011 par une bulle du pape Serge IV. D'autres alleus appartenaient au monastère Saint-Pierre de Camprodon ou à l'abbaye Saint-Michel de Cuxa.
Bien qu'une famille de seigneurs de Palada soit mentionnée au XIIIe siècle, le territoire était déjà inféodé à l'époque aux seigneurs de Cabrenç puis, par la suite, aux seigneurs de Serralongue.
Les fortifications que l'on peut voir aujourd'hui sont l'œuvre de Guillaume-Hugues de Serralongue, qui les fit construire vers 1250.
Charles Quint visite l'église de Palalda en 1538.
Un arrêté préfectoral du 1er octobre 1942 rattache la commune de Palalda à celle d'Amélie-les-Bains pour former la nouvelle commune d'Amélie-les-Bains-Palalda à partir du le 1er novembre 1942[réf. nécessaire].

## Politique et administration

### Canton
En 1790, la commune de Palalda est incluse dans le nouveau canton d'Arles, dont elle fait encore partie après sa fusion avec la commune d'Amélie-les-Bains pour former la nouvelle commune d'Amélie-les-Bains-Palalda.

### Liste des maires
| Période           | Période           | Identité             | Étiquette | Qualité |
| ----------------- | ----------------- | -------------------- | --------- | ------- |
|                   |                   |                      |           |         |
| 1844              | 1847              | François Vilascèque  |           |         |
| 1847              | 1849              | Martin Bardetis      |           |         |
| 1849              | 16 avril 1855     | Martin Pagès         |           |         |
| 16 avril 1855     | 2 mai 1857        | Martin Forga         |           |         |
| 2 mai 1857        | 1870              | Jean Camboulier      |           |         |
| 1870              | février 1874      | François Alduy       |           |         |
| février 1874      | 8 octobre 1876    | Jean Bartre          |           |         |
| 8 octobre 1876    | 30 septembre 1883 | Sauveur Dalmau       |           |         |
| 30 septembre 1883 | 21 mai 1884       | Pierre Dejaule       |           |         |
| 21 mai 1884       | 20 mai 1888       | Joseph Cabanes       |           |         |
| 20 mai 1888       | 26 novembre 1899  | Laurent Alduy        |           |         |
| 26 novembre 1899  | 15 mai 1904       | Joseph Dagues        |           |         |
| 15 mai 1904       | 25 mai 1914       | Joseph Dagues (fils) |           |         |
| 25 mai 1914       | 10 décembre 1919  | Louis Villacèque     |           |         |
| 10 décembre 1919  | 22 décembre 1921  | François Dague       |           |         |
| 22 décembre 1921  | 24 janvier 1922   | Jean Garrigue        |           |         |
| 29 janvier 1922   | 17 mai 1925       | Joseph Pauly         |           |         |
| 17 mai 1925       | 19 mai 1929       | Antoine Forga        |           |         |
| 19 mai 1929       | 19 mai 1935       | Joseph Baux          |           |         |
| 19 mai 1935       | 27 juillet 1941   | Michel Fons          |           |         |
| 21 août 1941      | 1er octobre 1942  | Marti                |           |         |

## Population et société

### Démographie ancienne
La population est exprimée en nombre de feux (f) ou d'habitants (H).
| 1378 | 1470 | 1515 | 1553 | 1709  | 1720  | 1730  | 1767  | 1774  |
| ---- | ---- | ---- | ---- | ----- | ----- | ----- | ----- | ----- |
| 21 f | 10 f | 14 f | 14 f | 101 f | 100 f | 112 f | 546 H | 120 f |

| 1789  | 1790  | - | - | - | - | - | - | - |
| ----- | ----- | - | - | - | - | - | - | - |
| 200 f | 646 H | - | - | - | - | - | - | - |

### Démographie contemporaine
La population est exprimée en nombre d'habitants.
| 1794 | 1796 | 1800 | 1804 | 1806 | 1820 | 1826 | 1831 | 1836 |
| ---- | ---- | ---- | ---- | ---- | ---- | ---- | ---- | ---- |
| 397  | 529  | 522  | 524  | 573  | 594  | 610  | 614  | 655  |

| 1841 | 1846 | 1851 | 1856 | 1861 | 1866 | 1872 | 1876 | 1881 |
| ---- | ---- | ---- | ---- | ---- | ---- | ---- | ---- | ---- |
| 710  | 772  | 783  | 758  | 757  | 839  | 810  | 908  | 850  |

| 1886 | 1891  | 1896 | 1901 | 1906 | 1911 | 1921 | 1926  | 1931  |
| ---- | ----- | ---- | ---- | ---- | ---- | ---- | ----- | ----- |
| 800  | 1 117 | 914  | 800  | 886  | 953  | 902  | 1 142 | 1 172 |

| 1936  | - | - | - | - | - | - | - | - |
| ----- | - | - | - | - | - | - | - | - |
| 1 363 | - | - | - | - | - | - | - | - |

Note : 
- À partir de 1946, les habitants de Palalda sont recensés avec ceux d'Amélie-les-Bains, voir Amélie-les-Bains-Palalda.

## Culture locale et patrimoine

### Lieux et monuments
Le village a une allure médiévale, avec la place au centre de l'ancien château donnant sur l'église Saint-Martin.
- L'église Saint-Martin est mentionnée pour la première fois en 967, est composée d'une nef unique voûtée d'un berceau "écrasé" du XIe siècle ou du XIIe siècle. La partie orientale de l'édifice fut totalement reconstruite au XVIe siècle. Le chœur conserve un superbe retable baroque daté de 1656 ainsi que d'autres œuvres.
- La chapelle Notre-Dame-du-Rosaire, située proche du centre du village.
- Le calvaire, haut de 8 m est situé au sommet d'une colline.
- Musée postal (départemental) et musée d'art et traditions populaires dans le même bâtiment, sont situés à côté de l'église.

### Personnalités liées à la commune
- Alphonse Mias (1903-1950) : homme politique et écrivain né à Palalda.
- Anny de Pous (1908-1991) : archéologue et historienne née à Palalda.
- Paul Alduy (1914-2006) : homme politique, député et sénateur-maire de Perpignan de 1959 à 1993, inhumé au cimetière de Palalda.
- Jean Trescases (1916-1951) militaire français née à Palalda.

### Culture populaire
Poésie
- Confidences d'un moutard parisien (1912) de l'écrivain Marc Anfossi[7] : l'auteur y mentionne Palalda, Montbolo et Montalba-d'Amélie.